# 莫尼 (密西西比州)
莫尼（英語：Money）是位於美國密西西比州利福勒縣的非建制地區。

## 歷史
莫尼的郵局自1901年營運至今。此地於1900年時有40人。

## 地理
莫尼所處的海拔為高於海平面42米（即138英呎），而該地所採用的時區為UTC-6，即北美中部時區（CST）。同時該地設有夏令時間，為UTC-6調快一小時，即UTC-5（CDT）。